# Équipe du Sénégal de football à la Coupe d'Afrique des nations 2021
L’équipe du Sénégal de football participe à la Coupe d'Afrique des nations 2021 organisée au Cameroun du 9 janvier au 6 février 2022. Il s'agit de la 16e participation des Lions, emmenés par Aliou Cissé. Ils remportent la compétition pour la première fois de leur histoire en battant l'Égypte en finale, aux tirs au but.

## Qualifications
Le Sénégal est placé dans le groupe I des qualifications qui se déroulent de novembre 2019 à mars 2021. Ces éliminatoires sont perturbés par l'épidémie de covid-19. Les Lions se qualifient dès la quatrième journée, après avoir remporté leurs quatre premiers matchs..
| Rang | Équipe        | Pts | J | G | N | P | Bp | Bc | Diff |  | Résultats (▼ dom., ► ext.) |     |     |     |     |
| ---- | ------------- | --- | - | - | - | - | -- | -- | ---- |  | -------------------------- | --- | --- | --- | --- |
| 1    | Sénégal       | 14  | 6 | 4 | 2 | 0 | 10 | 2  | +8   |  | Sénégal                    |     | 2-0 | 2-0 | 1-1 |
| 2    | Guinée-Bissau | 9   | 6 | 3 | 0 | 3 | 9  | 7  | +2   |  | Guinée-Bissau              | 0-1 |     | 3-0 | 3-0 |
| 3    | Congo         | 8   | 6 | 2 | 2 | 2 | 5  | 5  | 0    |  | Congo                      | 0-0 | 3-0 |     | 2-0 |
| 4    | Eswatini      | 2   | 6 | 0 | 2 | 4 | 3  | 13 | -10  |  | Eswatini                   | 1-4 | 0-0 | 1-3 |     |

| 13 novembre 2019 | Sénégal | 2 - 0   | Congo |                                                |                                                |
| 19h00 UTC        | Sarr 26e · Diallo 28e | (2-0)   | | Stade Lat-Dior, Thiès Arbitrage : Gehad Grisha | Stade Lat-Dior, Thiès Arbitrage : Gehad Grisha |
| 19h00 UTC        | Gueye 88e |         | 13e Osseté · | Stade Lat-Dior, Thiès Arbitrage : Gehad Grisha | Stade Lat-Dior, Thiès Arbitrage : Gehad Grisha |
| 19h00 UTC        | Mendy - Wagué, Kouyaté, Koulibaly, Coly - S. Sarr, Gueye, Diatta - I. Sarr (Thioub 56e), Diallo (Diedhiou 83e), Mané (Niang 84e) | Équipes | Mafoumbi - Tsouka, Mayembo, Itoua, Bissiki, Andzouana (Mokombo 46e), Osseté, Loussoukou, Makiesse (Avounou 46e), Ibara (Makouta 82e), Ganvoula | Stade Lat-Dior, Thiès Arbitrage : Gehad Grisha | Stade Lat-Dior, Thiès Arbitrage : Gehad Grisha |

| 17 novembre 2019 | Eswatini                        | 1 - 4   | Sénégal |                                                              |                                                              |
| 15h00 UTC+2      | F. Mamba 70e                    | (0 - 0) | 59e 66e 68e Diedhiou · 77e B. Ndiaye                                                                                          | Mavuso Sports Centre, Manzini Arbitrage : Nehemia Shoovaleka | Mavuso Sports Centre, Manzini Arbitrage : Nehemia Shoovaleka |
| 15h00 UTC+2      | N. Mamba 8e · F. Mamba 50e, 72e |         | 45+3e Mané · 90+5e Ciss · | Mavuso Sports Centre, Manzini Arbitrage : Nehemia Shoovaleka | Mavuso Sports Centre, Manzini Arbitrage : Nehemia Shoovaleka |
| 15h00 UTC+2      |                                 | Équipes | Mendy - Gassama, Kouyaté, Koulibaly, Ciss - L. Ndiaye (Gueye 60e), P.A. Ndiaye, Diatta - Diedhiou, Thioub, Mané (S. Sarr 46e) | Mavuso Sports Centre, Manzini Arbitrage : Nehemia Shoovaleka | Mavuso Sports Centre, Manzini Arbitrage : Nehemia Shoovaleka |

| 11 novembre 2020 | Sénégal                       | 2 - 0   | Guinée-Bissau |                                                      |                                                      |
| | Mané 44e (pen.) · Nguette 74e | (1 - 0) |               | Stade Lat-Dior, Thiès Arbitrage : Eric Otogo-Castane | Stade Lat-Dior, Thiès Arbitrage : Eric Otogo-Castane |
| Koulibaly 80e |                               |         |               | Stade Lat-Dior, Thiès Arbitrage : Eric Otogo-Castane | Stade Lat-Dior, Thiès Arbitrage : Eric Otogo-Castane |
| Mendy - Sabaly, Koulibaly, S. Sané (P. Diop, 92e), Wagué - P.A. Ndiaye, Kouyaté, Diatta (Name, 92e) - Mané, H. Diallo (Dia, 66e), I. Sarr (Nguette, 72e) | Équipes                       |         |               | Stade Lat-Dior, Thiès Arbitrage : Eric Otogo-Castane | Stade Lat-Dior, Thiès Arbitrage : Eric Otogo-Castane |

| 15 novembre 2020 | Guinée-Bissau | 0 - 1   | Sénégal |                                                        |                                                        |
| 16h00 UTC        | | (0 - 0) | 82e Mané | Estádio 24 de Setembro, Bissau Arbitrage : Adil Zourak | Estádio 24 de Setembro, Bissau Arbitrage : Adil Zourak |
| 16h00 UTC        | Bura 23e, 64e |         | 43e Koulibaly · | Estádio 24 de Setembro, Bissau Arbitrage : Adil Zourak | Estádio 24 de Setembro, Bissau Arbitrage : Adil Zourak |
| 16h00 UTC        | Jonas, Alves, Djaló, Nanú, Bura, Baldé (Jorginho, 82e), Pelé, Cassama, Sanganté, Piqueti (Jaquité, 68e), Mendes (A. Mendy, 82e) | Équipes | Mendy - Sabaly, Koulibaly, Kouyaté, Wagué - P.A. Ndiaye (P. Diop, 73e), Kanouté (S. Sané 92e), Diatta, Mané, I. Sarr (Nguette, 79e), B. Dia (H. Diallo, 79e) | Estádio 24 de Setembro, Bissau Arbitrage : Adil Zourak | Estádio 24 de Setembro, Bissau Arbitrage : Adil Zourak |

| 26 mars 2021 | Congo   | 0 - 0 | Sénégal |                                                                         |                                                                         |
| |         | (0 - 0) |         | Stade Alphonse-Massamba-Débat, Brazzaville Arbitrage : Mahmoud El Banna | Stade Alphonse-Massamba-Débat, Brazzaville Arbitrage : Mahmoud El Banna |
| Tsouka 46e | Rapport | 54e Ba · 90+1e Ballo-Touré · |         | Stade Alphonse-Massamba-Débat, Brazzaville Arbitrage : Mahmoud El Banna | Stade Alphonse-Massamba-Débat, Brazzaville Arbitrage : Mahmoud El Banna |
| Mafoumbi - Ovouka, Itoua, Mayembo (Rozan, 46e), Tsouka - Missilou (Osseté, 76e), Ndinga - Makouta (Makiesse, 66e), Tchilimbou (Bahamboula, 84e), Bifouma - Ibara (Mbenza, 76e) | Équipes | Kamara - Diallo, Ba (Seck, 66e), Kouyaté - Ballo-Touré, N. Mendy (Kanouté, 78e), P.M. Sarr (Sima, 79e), Gueye, Diatta - Mané, Keita Baldé (Diédhiou, 65e) |         | Stade Alphonse-Massamba-Débat, Brazzaville Arbitrage : Mahmoud El Banna | Stade Alphonse-Massamba-Débat, Brazzaville Arbitrage : Mahmoud El Banna |

| 30 mars 2021 | Sénégal | 1 - 1   | Eswatini                                                   |                                                     |                                                     |
| 16h00 UTC    | Kouyaté 90+6e | (0 - 1) | 4e Gamedze                                                 | Stade Lat-Dior, Thiès Arbitrage : Sekou Ahmed Toure | Stade Lat-Dior, Thiès Arbitrage : Sekou Ahmed Toure |
| 16h00 UTC    | Ballo-Touré 55e | Rapport | 81e Sandanezwe · 90+3e Badenhorst · 90+4e, 90+7e Mkhonta · | Stade Lat-Dior, Thiès Arbitrage : Sekou Ahmed Toure | Stade Lat-Dior, Thiès Arbitrage : Sekou Ahmed Toure |
| 16h00 UTC    | Dieng - Koulibaly, Kouyaté, Seck (Gueye, 73e) - Ballo-Touré (Fall, 82e), Lopy, N. Mendy, Diatta, Sima (Keita Baldé, 65e) - Thiam (Mané, 65e), Diagne (Diédhiou, 73e) | Équipes |                                                            | Stade Lat-Dior, Thiès Arbitrage : Sekou Ahmed Toure | Stade Lat-Dior, Thiès Arbitrage : Sekou Ahmed Toure |

### Statistiques
39 joueurs ont participé à la campagne de qualification. Seuls Krépin Diatta, Cheikhou Kouyaté et Sadio Mané ont pris part aux six rencontres. 

#### Matchs joués
| MJ | Joueurs |
| -- | --- |
| 6  | Krépin Diatta, Cheikhou Kouyaté, Sadio Mané |
| 5  | Kalidou Koulibaly |
| 4  | Famara Diédhiou, Idrissa Gueye, Édouard Mendy |
| 3  | Habib Diallo, Pape Alioune Ndiaye, Ismaïla Sarr, Moussa Wagué |
| 2  | Keita Baldé, Fodé Ballo-Touré, Boulaye Dia, Pape Cheikh Diop, Franck Kanouté, Nampalys Mendy, Opa Nguette, Youssouf Sabaly, Salif Sané, Sidy Sarr, Abdoulaye Seck, Abdallah Sima, Sada Thioub                                    |
| 1  | Ousseynou Ba, Saliou Ciss, Racine Coly, Mbaye Diagne, Abdou Diallo, Seny Dieng, Mamadou Fall, Lamine Gassama, Bingourou Kamara, Joseph Lopy, Moustapha Name, Mamadou Loum N'Diaye, Mbaye Niang, Pape Matar Sarr, Mame Baba Thiam |

#### Buteurs
Avec trois buts, Famara Diédhiou est le meilleur buteur sénégalais de cette phase de qualification.
| Buts | Joueurs                                                              |
| ---- | -------------------------------------------------------------------- |
| 3    | Famara Diédhiou                                                      |
| 2    | Sadio Mané                                                           |
| 1    | Habib Diallo, Cheikhou Kouyaté, Badou Ndiaye, Opa Nguette, Sidy Sarr |

## Préparation
Les Lions commencent à se réunir à partir du 27 décembre 2021, trois jours après l'annonce de la liste. Un stage de préparation était prévu à Kigali du 31 décembre au 4 janvier, avec un match amical face au Rwanda. Cependant, à la suite d'une décision de la FIFA permettant aux clubs européens de conserver leurs joueurs jusqu'au 3 janvier, ce stage, y compris le match amical, est annulé. Les joueurs sont finalement hébergés à hôtel Radisson de Diamniadio et s'entraînent au stade Lat-Dior de Thiès.
Alfred Gomis et Cheikhou Kouyaté sont testés positifs au covid-19 avant d'avoir rejoint la sélection, sans que leur participation à la compétition soit remise en cause.
Le 4 janvier, les Lions sont reçus au palais présidentiel par Macky Sall pour la cérémonie de remise du drapeau. Ils rejoignent ensuite Bafoussam, ville-hôte du groupe B.

## Compétition

### Tirage au sort
Le tirage au sort de la CAN 2021 est effectué le 17 août 2021 à Yaoundé. Le Sénégal, meilleure nation africaine au classement FIFA (21e), est placé dans le chapeau 1. Le tirage place les Lions dans le groupe B, avec la Guinée (chapeau 2, 76e au classement Fifa), le Zimbabwe, (chapeau 3, 108e) et le Malawi (chapeau 4, 118e).

### Effectif
Le sélectionneur Aliou Cissé annonce la liste des vingt-sept joueurs le 24 décembre 2021. Cette liste est considérée sans réelle surprise, hormis la présence du défenseur napolitain Kalidou Koulibaly et de l'attaquant de Watford Ismaïla Sarr qui étaient incertains en raison de blessures. L'attaquant Krépin Diatta est en revanche absent à cause d'une grave blessure au genou.
Alioune Badara Faty est appelé en renfort au dernier moment. Le gardien du Casa Sports est le seul joueur à évoluer dans le championnat local.

### Premier tour
Privé de nombreux joueurs en raison du Covid-19, le Sénégal bat difficilement le Zimbabwe lors de son premier match (1-0). Les Lions obtiennent un pénalty à la fin du temps additionnel, pour une main de Kelvin Madzongwe. Il est transformé par Sadio Mané. Dans un groupe serré, les sénégalais parviennent à finir premiers de leur groupe et se qualifient pour les huitièmes de finale.
| Rang | Équipe   | Pts | J | G | N | P | Bp | Bc | Diff |  | Résultats (▼ dom., ► ext.) |  |     |     |     |
| ---- | -------- | --- | - | - | - | - | -- | -- | ---- |  | -------------------------- |  | --- | --- | --- |
| 1    | Sénégal  | 5   | 3 | 1 | 2 | 0 | 1  | 0  | +1   |  | Sénégal                    |  | 0-0 | 0-0 | 1-0 |
| 2    | Guinée   | 4   | 3 | 1 | 1 | 1 | 2  | 2  | 0    |  | Guinée                     |  |     | 1-0 | 1-2 |
| 3    | Malawi   | 4   | 3 | 1 | 1 | 1 | 2  | 2  | 0    |  | Malawi                     |  |     |     | 2-1 |
| 4    | Zimbabwe | 3   | 3 | 1 | 0 | 2 | 3  | 4  | -1   |  | Zimbabwe                   |  |     |     |     |

     Équipe qualifiée ou victorieuse; Pts = points; J = joués; G = gagnés; N = nuls; P = perdus;
Bp = buts pour; Bc = buts contre; Diff = différence de buts
| 10 janvier 2022 | Sénégal | 1 - 0   | Zimbabwe | Stade omnisports de Bafoussam, Bafoussam |                           |
| 14h00 WAT       | Mané 90+7e (pen.) | (0 - 0) | | Arbitrage : Mario Escobar                | Arbitrage : Mario Escobar |
| 14h00 WAT       | Baldé 31e | Rapport | 52e Hadebe · 90+5e Madzongwe · | Arbitrage : Mario Escobar                | Arbitrage : Mario Escobar |
| 14h00 WAT       | Dieng - Ballo-Touré, A. Diallo, P.A. Cissé, Mbaye - I. Gueye , Kouyaté, B. Sarr - Keita Baldé (H. Diallo, 64e), Mané, Dia (P. Gueye, 77e) | Équipes | Mhari - Bhasera, Hadebe, Takwara, Chimwemwe - Madzongwe, Kangwa, Benyu (Kamusoko 71e) , Musona (Tigere 88e), Wadi - Dube (Kadewere 46e) | Arbitrage : Mario Escobar                | Arbitrage : Mario Escobar |

| 14 janvier 2022 | Sénégal | 0-0     | Guinée | Stade omnisports de Bafoussam, Bafoussam |                                   |
| 14h00 WAT       | | (0 - 0) | | Arbitrage : Bamlak Tessema Weyesa        | Arbitrage : Bamlak Tessema Weyesa |
| 14h00 WAT       | Kouyaté 75e | Rapport | 49e Diawara · 64e N. Keita · 80e Sylla · 83ee A. Keita ·                                                                               | Arbitrage : Bamlak Tessema Weyesa        | Arbitrage : Bamlak Tessema Weyesa |
| 14h00 WAT       | Dieng - S. Ciss, A. Diallo, P.A. Cissé, Mbaye - Kouyaté, Loum, Thiam (H. Diallo, 74e), Mané , B. Sarr (Keita Baldé, 90e) - Dia (Lopy 81e) | Équipes | A. Keita - Sylla, Conté, M. A. Camara, Sow, Cissé - N. Keita , Diawara (Konaté 78e), Moriba (Conté 66e) - Guilavogui (Sylla 90e), Bayo | Arbitrage : Bamlak Tessema Weyesa        | Arbitrage : Bamlak Tessema Weyesa |

| 18 janvier 2022 | Malawi | 0 - 0   | Sénégal | Stade omnisports de Bafoussam, Bafoussam |                               |
| 17h00 WAT       | | (0 - 0) | | Arbitrage : Blaise Yuven Ngwa            | Arbitrage : Blaise Yuven Ngwa |
| 17h00 WAT       | Chaziya 58e · Thomu 83e | Rapport | 20e Kouyaté · | Arbitrage : Blaise Yuven Ngwa            | Arbitrage : Blaise Yuven Ngwa |
| 17h00 WAT       | Thomu - Chirwa, Chembezi, Chaziya Sanudi - Madinga (Phiri 79e), Banda , Idana (Ngalande 79e), Mhone (Chester 67e - Mhango, Muyaba (Mbulu 67e) | Équipes | É. Mendy - S. Ciss (Ballo-Touré 86e), A. Diallo, Koulibaly , B. Sarr - I. Gueye, N. Mendy (P. Gueye 72e), Kouyaté - Mané, H. Diallo (Dieng 60e), Dia (Diédhiou (72e) | Arbitrage : Blaise Yuven Ngwa            | Arbitrage : Blaise Yuven Ngwa |

### Phase à élimination directe
En huitième de finale, le Sénégal affronte le Cap-Vert qui a terminé à la troisième place du groupe A. Pour ce match, Aliou Cissé ne déplore aucun cas de covid-19, Cheikhou Kouyaté est en revanche suspendu. Les Lions commencent fort cette rencontre, avec un tir de Sadio Mané sur le poteau dès la première minute. Ils se retrouvent en supériorité numérique avec l'expulsion de Patrick Andrade à la 21e minute, après intervention de la VAR. Cependant, ils ne parviennent pas à se montrer dangereux malgré leur domination et la première mi-temps s'achève sans le moindre tir cadré.  En début de seconde mi-temps, Vozinha  et Mané se percutent à la tête. Après un nouveau visionnage de la VAR, l'arbitre décide d'expulser le gardien cap-verdien (57e). Mané ouvre le score quelques minutes plus tard, à la suite d'un corner (63e). Il est remplacé dans la foulée par Bamba Dieng qui inscrira un dernier but dans les arrêts de jeu,.
| Huitième de finale        | Sénégal | 2 - 0   | Cap-Vert | Stade omnisports de Bafoussam, Bafoussam                       |                                                                |
| 25 janvier 2022 17h00 WAT | Mané 63e · Dieng 90+2e | (0 - 0) | | Arbitrage : Lahlou Benbraham Arbitre vidéo : Mehdi Abid Charef | Arbitrage : Lahlou Benbraham Arbitre vidéo : Mehdi Abid Charef |
| 25 janvier 2022 17h00 WAT | N. Mendy 72e | Rapport | 21e Andrade · 57e Vozinha · | Arbitrage : Lahlou Benbraham Arbitre vidéo : Mehdi Abid Charef | Arbitrage : Lahlou Benbraham Arbitre vidéo : Mehdi Abid Charef |
| 25 janvier 2022 17h00 WAT | É. Mendy - S. Ciss (Ballo-Touré 82e, Mbaye 90e), A. Diallo, Koulibaly , B. Sarr - P. Gueye (Lopy 82e), N. Mendy, I. Gueye - Mané (Dieng 70e), Diédhiou, Dia | Équipes | Vozinha - Stopira, Pico (Diney 46e), S. Fortes - D. Tavares (N. Borges 69e), Rocha Santos (J. Tavares 75e), Andrade, J. Fortes - Monteiro, Mendes (L. Semedo 75e), Rodrigues (Rosa 59e) | Arbitrage : Lahlou Benbraham Arbitre vidéo : Mehdi Abid Charef | Arbitrage : Lahlou Benbraham Arbitre vidéo : Mehdi Abid Charef |

Le Sénégal affronte en quart de finale la Guinée équatoriale, qui a sorti le Mali aux tirs au but en huitième de finale. Les Lions ouvrent le score à la demi-heure de jeu, par Famara Diédhiou sur une passe de Sadio Mané (28e). En début de seconde mi-temps, l'arbitre Victor Gomes accorde un penalty aux équato-guinéens pour une main de Kalidou Koulibaly avant de revenir sur sa décision après intervention de la VAR. Le Sénégal encaisse quelques minutes plus tard son premier but de la compétition avec l'égalisation de Jannick Buyla (57e). Aliou Cissé procède ensuite à deux changements décisifs avec les entrées en jeu de Cheikhou Kouyaté et Ismaïla Sarr qui marqueront un but chacun et offriront ainsi la victoire aux Lions (3-1),.
| Quart de finale           | Sénégal | 3 - 1   | Guinée équatoriale | Stade Ahmadou-Ahidjo, Yaoundé                                   |                                                                 |
| 30 janvier 2022 20h00 WAT | Diédhiou 28e · Kouyaté 68e · I. Sarr 79e | (1 - 0) | 57e Buyla | Arbitrage : Victor Gomes Arbitre vidéo : Mahmoud Mohamed Ashour | Arbitrage : Victor Gomes Arbitre vidéo : Mahmoud Mohamed Ashour |
| 30 janvier 2022 20h00 WAT | Ciss 9e · P. Gueye 18e | Rapport | 36e Machín · | Arbitrage : Victor Gomes Arbitre vidéo : Mahmoud Mohamed Ashour | Arbitrage : Victor Gomes Arbitre vidéo : Mahmoud Mohamed Ashour |
| 30 janvier 2022 20h00 WAT | É. Mendy - S. Ciss, A. Diallo, Koulibaly , B. Sarr - P. Gueye (Kouyaté, 65e), N. Mendy, I. Gueye - Mané, Diédhiou (Dieng 65e), Dia (I. Sarr) | Équipes | Owono - Ndong, Coco, Obiang, Akapo - Buyla, Machín (Balboa 85e), Ganet (Bikoro 72e), Salvador (Belima 80e) - Miranda (Eneme 80e), Nsue (Oba 81e) | Arbitrage : Victor Gomes Arbitre vidéo : Mahmoud Mohamed Ashour | Arbitrage : Victor Gomes Arbitre vidéo : Mahmoud Mohamed Ashour |

En demi-finale, le Sénégal affronte le Burkina Faso, tombeur de la Tunisie au tour précédent. En première mi-temps, l'arbitre accorde à deux reprises un pénalty aux Sénégalais, avant de revenir sur ses décisions après consultation de la VAR. D'abord sur un choc entre Cheikhou Kouyaté et Hervé Koffi qui contraindra le gardien burkinabé à sortir sur blessure, puis sur une main d'Edmond Tapsoba. Les Lions ouvrent finalement le score par Abdou Diallo (70e) quelques minutes avant qu'Idrissa Gueye double la mise (76e). Sadio Mané marque un dernier but en fin de match (87e) après la réduction du score par Blati Touré (82e).
| Demi-finale              | Burkina Faso | 1 - 3   | Sénégal | Stade Ahmadou-Ahidjo, Yaoundé                                    |                                                                  |
| 2 février 2022 20h00 WAT | Touré 82e | (0 - 0) | 70e Diallo · 76e I. Gueye · 87e Mané | Arbitrage : Bamlak Tessema Weyesa Arbitre vidéo : Redouane Jiyed | Arbitrage : Bamlak Tessema Weyesa Arbitre vidéo : Redouane Jiyed |
| 2 février 2022 20h00 WAT | Guira 28e · E. Tapsoba 45+7e | Rapport | 50e B. Sarr · 90+3e P.A. Cissé · | Arbitrage : Bamlak Tessema Weyesa Arbitre vidéo : Redouane Jiyed | Arbitrage : Bamlak Tessema Weyesa Arbitre vidéo : Redouane Jiyed |
| 2 février 2022 20h00 WAT | Koffi (F. Ouédraogo 36e) - Yago, E. Tapsoba, Dayo, Kaboré - Touré, Guira (Dj. Ouattara 81e), Sangaré - Bayala (Sanogo 60e), B. Traoré , Bandé (A. Tapsoba 81e) | Équipes | É. Mendy - S. Ciss, A. Diallo, Koulibaly , B. Sarr - N. Mendy (P.A. Cissé 90e), Kouyaté (P. Gueye 65e) - Mané, I. Gueye, Dieng (P. Sarr 78e) - Diédhiou (I. Sarr 65e) | Arbitrage : Bamlak Tessema Weyesa Arbitre vidéo : Redouane Jiyed | Arbitrage : Bamlak Tessema Weyesa Arbitre vidéo : Redouane Jiyed |

En finale, le Sénégal affronte l'Égypte, qui a éliminé le Cameroun, pays hôte, en demi-finale. En tout début de match Saliou Ciss obtient un pénalty,mais la frappe de Sadio Mané est  détournée par Gabaski. Au terme d'un match fermé et haché, les égyptiens poussent les sénégalais aux prolongations, puis aux tirs au but (0-0). Sur la deuxième tentative égyptienne, Mohamed Abdelmonem frappe sur le poteau, mais Gabaski arrête le tir suivant de Bouna Sarr. Le quatrième tir au but, tiré par Mohanad Lasheen, est arrêté par Édouard Mendy. Sadio Mané réussit ensuite le sien, et offre au Sénégal sa première CAN.
| Finale                   | Sénégal | 0 - 0                 | Égypte | Stade de football d'Olembe, Yaoundé                  |                                                      |
| 6 février 2022 20h00 WAT | | (0 - 0, 0 - 0, 0 - 0) | | Arbitrage : Victor Gomes Arbitre vidéo : Adil Zourak | Arbitrage : Victor Gomes Arbitre vidéo : Adil Zourak |
| 6 février 2022 20h00 WAT | N. Mendy 17e · Koulibaly 44e · Diallo 54e · Mané 88e                                                                                            | Rapport               | 5e Abdelmonem · 37e Fathi · | Arbitrage : Victor Gomes Arbitre vidéo : Adil Zourak | Arbitrage : Victor Gomes Arbitre vidéo : Adil Zourak |
| 6 février 2022 20h00 WAT | Koulibaly · A. Diallo · B. Sarr · Dieng · Mané                                                                                                  | Tirs au but 4 - 2     | Sayed · Abdelmonem · Mar. Hamdy · Lasheen · | Arbitrage : Victor Gomes Arbitre vidéo : Adil Zourak | Arbitrage : Victor Gomes Arbitre vidéo : Adil Zourak |
| 6 février 2022 20h00 WAT | É. Mendy - S. Ciss, A. Diallo, Koulibaly , B. Sarr - I. Gueye, N. Mendy, Kouyaté (P. Gueye 66e) - Mané, Diédhiou (Dieng 77e), I. Sarr (Dia 77e) | Équipes               | Gabaski - El Fetouh, Mah. Hamdy, Abdelmonem, Ashour - El Sulaya (Trézéguet 59e), Elneny, Fathi (Lasheen, 90e) - Marmoush (Zizo 59e), Mohamed (Mar. Hamdy 59e), Salah | Arbitrage : Victor Gomes Arbitre vidéo : Adil Zourak | Arbitrage : Victor Gomes Arbitre vidéo : Adil Zourak |

### Statistiques

#### Temps de jeu
Abdou Diallo est le seul Sénégalais à avoir disputé l'intégralité de la compétition. Bouna Sarr et Sadio Mané ont également étaient titularisés à chaque rencontre mais ils ont été remplacés une fois chacun. Quatre joueurs ne sont pas rentrés en jeu : Alfred Gomis, Alioune Badara Faty, Abdoulaye Seck et Moustapha Name.
| Joueur               |          |          |          |          |          |          |          | TT       | But inscrit | MJ       | MT       | Légende |
| -------------------- | -------- | -------- | -------- | -------- | -------- | -------- | -------- | -------- | ----------- | -------- | -------- | --- |
| Gardiens             | Gardiens | Gardiens | Gardiens | Gardiens | Gardiens | Gardiens | Gardiens | Gardiens | Gardiens    | Gardiens | Gardiens | Abréviations et symboles : TT : Total de minutes jouées MJ : Nombre de matchs joués MT : Matchs joués en tant que titulaire : but : joueur entré : joueur remplacé : capitaine : carton jaune : carton rouge |
| Seny Dieng           | 90       | 90       | -        | -        | -        | -        | -        | 180      | -           | 2        | 2        | Abréviations et symboles : TT : Total de minutes jouées MJ : Nombre de matchs joués MT : Matchs joués en tant que titulaire : but : joueur entré : joueur remplacé : capitaine : carton jaune : carton rouge |
| Alioune Badara Faty  | -        | -        | -        | -        | -        | -        | -        | -        | -           | -        | -        | Abréviations et symboles : TT : Total de minutes jouées MJ : Nombre de matchs joués MT : Matchs joués en tant que titulaire : but : joueur entré : joueur remplacé : capitaine : carton jaune : carton rouge |
| Alfred Gomis         | -        | -        | -        | -        | -        | -        | -        | -        | -           | -        | -        | Abréviations et symboles : TT : Total de minutes jouées MJ : Nombre de matchs joués MT : Matchs joués en tant que titulaire : but : joueur entré : joueur remplacé : capitaine : carton jaune : carton rouge |
| Édouard Mendy        | -        | -        | 90       | 90       | 90       | 90       | 120      | 480      | -           | 5        | 5        | Abréviations et symboles : TT : Total de minutes jouées MJ : Nombre de matchs joués MT : Matchs joués en tant que titulaire : but : joueur entré : joueur remplacé : capitaine : carton jaune : carton rouge |
| Défenseurs           |          |          |          |          |          |          |          |          |             |          |          | Abréviations et symboles : TT : Total de minutes jouées MJ : Nombre de matchs joués MT : Matchs joués en tant que titulaire : but : joueur entré : joueur remplacé : capitaine : carton jaune : carton rouge |
| Ibrahima Mbaye       | 90       | 90       | -        | 1        | -        | -        | -        | 180      | -           | 3        | 2        | Abréviations et symboles : TT : Total de minutes jouées MJ : Nombre de matchs joués MT : Matchs joués en tant que titulaire : but : joueur entré : joueur remplacé : capitaine : carton jaune : carton rouge |
| Bouna Sarr           | 90       | 89       | 90       | 90       | 90       | 90       | 120      | 659      | -           | 7        | 7        | Abréviations et symboles : TT : Total de minutes jouées MJ : Nombre de matchs joués MT : Matchs joués en tant que titulaire : but : joueur entré : joueur remplacé : capitaine : carton jaune : carton rouge |
| Abdou Diallo         | 90       | 90       | 90       | 90       | 90       | 90       | 120      | 660      | 1           | 7        | 7        | Abréviations et symboles : TT : Total de minutes jouées MJ : Nombre de matchs joués MT : Matchs joués en tant que titulaire : but : joueur entré : joueur remplacé : capitaine : carton jaune : carton rouge |
| Kalidou Koulibaly    | -        | -        | 90       | 90       | 90       | 90       | 120      | 480      | -           | 5        | 5        | Abréviations et symboles : TT : Total de minutes jouées MJ : Nombre de matchs joués MT : Matchs joués en tant que titulaire : but : joueur entré : joueur remplacé : capitaine : carton jaune : carton rouge |
| Cheikhou Kouyaté     | 90       | 90       | 90       | -        | 25       | 65       | 66       | 424      | 1           | 6        | 5        | Abréviations et symboles : TT : Total de minutes jouées MJ : Nombre de matchs joués MT : Matchs joués en tant que titulaire : but : joueur entré : joueur remplacé : capitaine : carton jaune : carton rouge |
| Abdoulaye Seck       | -        | -        | -        | -        | -        | -        | -        | -        | -           | -        | -        | Abréviations et symboles : TT : Total de minutes jouées MJ : Nombre de matchs joués MT : Matchs joués en tant que titulaire : but : joueur entré : joueur remplacé : capitaine : carton jaune : carton rouge |
| Fodé Ballo-Touré     | 90       | -        | 4        | 7        | -        | -        | -        | 103      | -           | 3        | 1        | Abréviations et symboles : TT : Total de minutes jouées MJ : Nombre de matchs joués MT : Matchs joués en tant que titulaire : but : joueur entré : joueur remplacé : capitaine : carton jaune : carton rouge |
| Saliou Ciss          | -        | 90       | 86       | 82       | 90       | 90       | 120      | 557      | -           | 6        | 6        | Abréviations et symboles : TT : Total de minutes jouées MJ : Nombre de matchs joués MT : Matchs joués en tant que titulaire : but : joueur entré : joueur remplacé : capitaine : carton jaune : carton rouge |
| Pape Abou Cissé      | 90       | 90       | -        | -        | -        | 1        | -        | 180      | -           | 3        | 2        | Abréviations et symboles : TT : Total de minutes jouées MJ : Nombre de matchs joués MT : Matchs joués en tant que titulaire : but : joueur entré : joueur remplacé : capitaine : carton jaune : carton rouge |
| Milieux              |          |          |          |          |          |          |          |          |             |          |          | Abréviations et symboles : TT : Total de minutes jouées MJ : Nombre de matchs joués MT : Matchs joués en tant que titulaire : but : joueur entré : joueur remplacé : capitaine : carton jaune : carton rouge |
| Idrissa Gueye        | 90       | -        | 90       | 90       | 90       | 90       | 120      | 570      | 1           | 6        | 6        | Abréviations et symboles : TT : Total de minutes jouées MJ : Nombre de matchs joués MT : Matchs joués en tant que titulaire : but : joueur entré : joueur remplacé : capitaine : carton jaune : carton rouge |
| Nampalys Mendy       | -        | -        | 72       | 90       | 90       | 90       | 120      | 460      | -           | 5        | 5        | Abréviations et symboles : TT : Total de minutes jouées MJ : Nombre de matchs joués MT : Matchs joués en tant que titulaire : but : joueur entré : joueur remplacé : capitaine : carton jaune : carton rouge |
| Pape Matar Sarr      | -        | -        | -        | -        | -        | 13       | -        | 13       | -           | 1        | 0        | Abréviations et symboles : TT : Total de minutes jouées MJ : Nombre de matchs joués MT : Matchs joués en tant que titulaire : but : joueur entré : joueur remplacé : capitaine : carton jaune : carton rouge |
| Moustapha Name       | -        | -        | -        | -        | -        | -        | -        | -        | -           | -        | -        | Abréviations et symboles : TT : Total de minutes jouées MJ : Nombre de matchs joués MT : Matchs joués en tant que titulaire : but : joueur entré : joueur remplacé : capitaine : carton jaune : carton rouge |
| Mamadou Loum N'Diaye | -        | 90       | -        | -        | -        | -        | -        | 90       | -           | 1        | 1        | Abréviations et symboles : TT : Total de minutes jouées MJ : Nombre de matchs joués MT : Matchs joués en tant que titulaire : but : joueur entré : joueur remplacé : capitaine : carton jaune : carton rouge |
| Pape Gueye           | 13       | -        | 18       | 82       | 65       | 25       | 54       | 239      | -           | 6        | 2        | Abréviations et symboles : TT : Total de minutes jouées MJ : Nombre de matchs joués MT : Matchs joués en tant que titulaire : but : joueur entré : joueur remplacé : capitaine : carton jaune : carton rouge |
| Joseph Lopy          | -        | 9        | -        | 8        | -        | -        | -        | 20       | -           | 2        | -        | Abréviations et symboles : TT : Total de minutes jouées MJ : Nombre de matchs joués MT : Matchs joués en tant que titulaire : but : joueur entré : joueur remplacé : capitaine : carton jaune : carton rouge |
| Attaquants           |          |          |          |          |          |          |          |          |             |          |          | Abréviations et symboles : TT : Total de minutes jouées MJ : Nombre de matchs joués MT : Matchs joués en tant que titulaire : but : joueur entré : joueur remplacé : capitaine : carton jaune : carton rouge |
| Ismaïla Sarr         | -        | -        | -        | -        | 32       | 25       | 77       | 124      | 1           | 3        | 1        | Abréviations et symboles : TT : Total de minutes jouées MJ : Nombre de matchs joués MT : Matchs joués en tant que titulaire : but : joueur entré : joueur remplacé : capitaine : carton jaune : carton rouge |
| Keita Baldé          | 64       | 1        | -        | -        | -        | -        | -        | 65       | -           | 2        | 1        | Abréviations et symboles : TT : Total de minutes jouées MJ : Nombre de matchs joués MT : Matchs joués en tant que titulaire : but : joueur entré : joueur remplacé : capitaine : carton jaune : carton rouge |
| Boulaye Dia          | 77       | 90       | 72       | 90       | 58       | -        | 43       | 429      | -           | 6        | 5        | Abréviations et symboles : TT : Total de minutes jouées MJ : Nombre de matchs joués MT : Matchs joués en tant que titulaire : but : joueur entré : joueur remplacé : capitaine : carton jaune : carton rouge |
| Sadio Mané           | 90       | 90       | 90       | 70       | 90       | 90       | 120      | 640      | 3           | 7        | 7        | |
| Habib Diallo         | 36       | 26       | 60       | -        | -        | -        | -        | 103      | -           | 3        | 1        | |
| Bamba Dieng          | -        | -        | 30       | 20       | 25       | 78       | 43       | 205      | 1           | 5        | 1        | |
| Mame Baba Thiam      | -        | 73       | -        | -        | -        | -        | -        | 73       | -           | 1        | 1        | |
| Famara Diédhiou      | -        | -        | 18       | 90       | 65       | 65       | 77       | 304      | 1           | 5        | 4        | |

#### Buteurs
Avec trois buts, Sadio Mané est le meilleur buteur sénégalais lors de cette CAN. Il termine à la troisième place ex-aequo du classement des buteurs. Six autres Lions ont marqué.
| Buts | Joueurs          | Adversaires                                |
| ---- | ---------------- | ------------------------------------------ |
| 3    | Sadio Mané       | Zimbabwe (1) Cap-Vert (1) Burkina Faso (1) |
| 1    | Abdou Diallo     | Burkina Faso (1)                           |
| 1    | Bamba Dieng      | Cap-Vert (1)                               |
| 1    | Famara Diédhiou  | Guinée équatoriale (1)                     |
| 1    | Idrissa Gueye    | Burkina Faso (1)                           |
| 1    | Cheikhou Kouyaté | Guinée équatoriale (1)                     |
| 1    | Ismaïla Sarr     | Guinée équatoriale (1)                     |

### Récompenses individuelles
Sadio Mané est désigné meilleur joueur du tournoi et Édouard Mendy remporte le trophée du meilleur gardien. Ils sont tous les deux dans l'équipe-type de la compétition, en compagnie du défenseur Saliou Ciss et du milieu Nampalys Mendy. Kalidou Koulibaly et Famara Diédhiou sont désignés comme remplaçants de cette sélection de la CAF. Avec quatre joueurs (et deux remplaçants) le Sénégal est la nation la mieux représentée. Aliou Cissé est quant à lui désigné meilleur entraîneur.
En fin de saison, le Sénégal remporte les principales récompenses aux CAF Awards : Sadio Mané est désigné meilleur joueur africain de l'année, Pape Matar Sarr meilleur jeune, Aliou Cissé meilleur entraîneur d'une équipe masculine et la sélection remporte le trophée de la meilleure équipe nationale masculine. Par ailleurs, Pape Ousmane Sakho remporte le prix du plus beau but, pour un but inscrit avec son club du Simba SC.

## Image et soutien

### Maillot

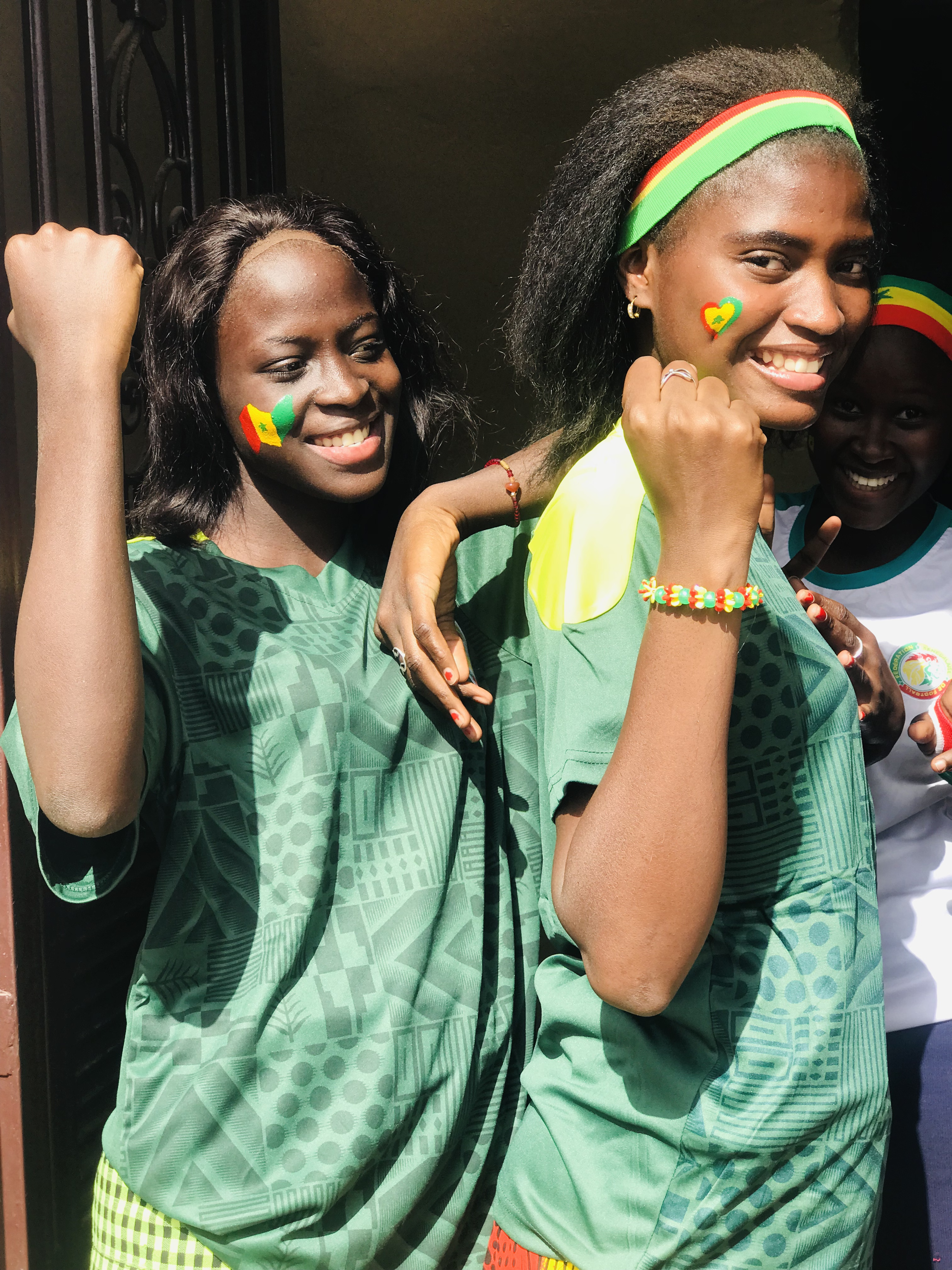
Supportrices portant le maillot extérieur.

La FSF a signé en 2018 un contrat de cinq ans avec l'équipementier allemand Puma. Ce contrat rapporte 1 080 750 000 Francs CFA en trois tranches, la fédération touche également 10% des ventes.
Puma présente les maillots utilisés par plusieurs sélections africaines le 5 octobre 2020. Le maillot des Lions est  « doté de graphiques inspirés de l’histoire et de l’art sénégalais ». Le maillot domicile est blanc et composé de cases contenant différents graphismes colorés. Le maillot extérieur est vert et reprend les mêmes graphismes.

## Aspects socio-économiques

### Diffusion télévisée
La RTS a acquis les droits de diffusion au Sénégal des compétitions de la CAF pour la saison 2021-2022 pour 1,2 milliard de Francs CFA.
Le groupe Canal + dispose des droits pour la diffusion payante des matchs.

### Primes
Le montant total des primes de qualification s'élève à 186 millions de Francs CFA, partagés entre les 52 joueurs convoqués pour les matchs de qualification. Chaque joueur touche entre 2 233 333 et 7 000 000 FCFA en fonction de son nombre de convocations.
Après la victoire, le président Macky Sall annonce que chaque joueur et chaque membre de l'encadrement recevra la somme de 50 000 000 Francs CFA, un terrain de 200 m² à Dakar et un autre de 500 m² à Diamniadio dans une future « cité de la tanière ».
La FSF doit recevoir une prime de victoire de 5 millions de dollars de la part de la CAF.